# Aliasworlds Entertainment
Aliasworlds Entertainment je vývojář her z Minsku v Bělorusku. Společnost byla založena v roce 2001 a svou první hru Gold Sprinter  vydala v roce 2002.

## Vyvinuté hry

### Herní sérieSnowy
Společnost Aliasworlds Entertainment je známá díky sérii her Snowy, známé také jako Milky Bear, ve kterých hraje roli bílý lední medvěd Snowy. Stejně jako u franšíz Super Mario Bros. od Nintenda se Snowy objevuje ve hrách, které pokrývají celou řadu různých žánrů, včetně správy restaurací a plošinovky s bočním rolováním. Herní sérii Snowy vydává společnost Alawar Entertainment. V Česku vydané pod názvem Medvěd Míša videoherním prodejcem Špidla Data Processing.
Součástí série jsou tyto hry:
- Snowy: The Bear's Adventures[3] (2003, na PS3, PSP a PS Vita verze vydaná v roce 2011[4])
- Snowy: Puzzle Islands[3] (2004)
- Snowy: Space Trip[3] (2004)
- Snowy: Treasure Hunter[3] (2005, na PS3 vydaná v roce 2014[5])
- Snowy: Fish Frenzy (2005)
- Snowy: Treasure Hunter 2 (2006)
- Snowy: Lunch Rush (2006)
- Snowy: Treasure Hunter 3 (2007)
- Lunch Rush HD (2013, hra vydaná na Windows, OS X, iOS a Android)

### Ostatní hry
Mimo sérii Snowy vyvinulo Aliasworlds Entertainment následující tituly:
- Gold Sprinter (2002, Alawar Entertainment)
- Turbo Pizza (2007, Oberon Media)
- The Apprentice Los Angeles (2007, Legacy Interactive)
- Turbo Subs (2008, Oberon Media)
- Cooking Dash (2008, PlayFirst)
- Turbo Fiesta (2008, Oberon Media)
- Ranch Rush (2008, FreshGames)
- Cooking Dash: Dinertown Studios (2009, PlayFirst)
- Gemini Lost (2009, PlayFirst)
- The Fifth Gate (2010, PlayFirst)
- Ranch Rush 2 (2010, FreshGames)
- Cooking Dash 3: Thrills and Spills (2010, PlayFirst)
- My Farm Life (2011, Alawar Entertainment)
- My Farm Life 2 (2011, Alawar Entertainment)
- Kingdom Chronicles (2012)
- Solitaire Perfect Match (2014)
- Kingdom Chronicles 2 (2015)
- Jigsaw Puzzle Club (2017)